# Symplecta (Psiloconopa) verna
Symplecta (Psiloconopa) verna is een tweevleugelige uit de familie steltmuggen (Limoniidae). De soort komt voor in het Palearctisch gebied.